# American Journal of Obstetrics & Gynecology
Das American Journal of Obstetrics & Gynecology, abgekürzt Am. J. Obstet. Gynecol., ist eine wissenschaftliche Fachzeitschrift, die vom Mosby-Elsevier-Verlag veröffentlicht wird. Die Zeitschrift erscheint seit 1920/1921 unter diesem Namen. Vorgänger war das American Journal of Obstetrics and Diseases of Women and Children.
Derzeit erscheint die Zeitschrift mit zwölf Ausgaben im Jahr. Es werden Arbeiten aus allen Bereichen der Gynäkologie und Geburtshilfe veröffentlicht.
Die Zeitschrift wird auch als Gray Journal bezeichnet und dient als offizielles Publikationsorgan für folgende wissenschaftliche Gesellschaften:
- American Gynecological and Obstetrical Society
- Association of Professors of Gynecology and Obstetrics
- Central Association of Obstetricians and Gynecologists
- Pacific Coast Obstetrical and Gynecological Society
- Society of Gynecologic Surgeons
- Society for Maternal-Fetal Medicine
- South Atlantic Association of Obstetricians and Gynecologists

Der Impact Factor lag im Jahr 2014 bei 4,704. Nach der Statistik des ISI Web of Knowledge wird das Journal mit diesem Impact Factor in der Kategorie Geburtshilfe und Gynäkologie an dritter Stelle von 79 Zeitschriften geführt.